# Republic Pictures
«Republic Pictures Corporation» — американська корпорація з виробництва та розповсюдження кінофільмів, яка діяла з 1935 по 1967 рік та базувалася в Лос-Анджелесі. Корпорація володіла студією у Студіо-Сіті та кіноранчо в Енсіно . Корпорація спеціалізувалась на вестернах, кіносеріалах та фільмах категорії B. У фільмах Republic Pictures розвивались кар'єри таких зірок, як Джон Вейн, Джин Отрі та Рой Роджерс. Republic Pictures була задіяна у створенні та дистрибьюції фільмів режисера Джона Форда протягом 1940-х та на початку 1950-х років, а також одного фільму Макбет (1948) режисера Орсона Веллса.

## Історія компанії
Компанія була створена у 1935 році Гербертом Дж. Єйтсом, давнім кіноінвестором (він був серед інвесторів 20th Century Pictures під час її заснування в 1933 році), а також власником лабораторії з обробки плівки Consolidated Film Industries. Republic Pictures була створена з шести менших незалежних студій, під керівництвом Єйтса.
Під час Великої депресії лабораторія Єйтса більше не обслуговувала великі студії, які створили власні кінолабораторії для економії коштів, а також задля більшого контролю за виробництвом. Дрібні незалежні продюсери поступово занепадали в умовах зростання конкуренція з боку основних компаній у поєднанні із загальним впливом економічної кризи. У 1935 році Єйтс вирішив створити власну студію, щоб забезпечити стабільність Consolidated Film Industries. Шість невеликих компаній (Monogram Pictures, Mascot Pictures, Liberty Pictures, Majestic Pictures, Chesterfield Pictures та Invincible Pictures) були в боргу перед лабораторією Єйтса. Він переконав власників студій об'єднатись під його керівництвом, погружуючи викупу їх непогашеними боргами за послуги кінолабораторії. Нова компанія Єйтса, «Republic Pictures Corporation», була представлена їхнім власникам, як спільне підприємство, орієнтоване на малобюджетний продукт.
- Найбільшою компонентою Republic Pictures була Monogram Pictures, якою керували продюсери Трем Карр та В. Рей Джонстон, та яка спеціалізувалась на фільмах категорії B та мала власну систему дистрибуції.
- Найбільш технологічно просунутою зі студій, які увійшли до складу Republic Pictures, була Mascot Pictures Ната Левіна, яка майже виключно знімала серіали з середини 1920-х років та мала першокласне виробництво Мака Сеннета в Студіо-Сіті. Компанія також відкрила Джина Отрі та підписала з ним контракт.
- Majestic Pictures Ларрі Дармура працювала з відомими акторами та з орендованими декораціями, що надавало «дорогого» вигляду їх недорогим стрічкам.
- Republic Pictures взяла свій оригінальний логотип Дзвін Свободи у Liberty Pictures М. Г. Хоффмана, а також його талант, як продюсера бюджетних стрічок.
- Chesterfield Pictures та Invincible Pictures, дві дочірні компанії, які перебували в спільній власності, спеціалузвались на створенні малобюджетних мелодрам та містичних стрічок.

Придбання та інтеграція цих шести компаній дозволили Republic Pictures розпочати роботи з вже досвідченими професіоналами, ветеранами фільмів категорії B, з принаймні однією дуже перспективною зіркою, повною системою дистрибуції та функціонуючою та сучасною студією. В обмін на злиття власникам компаній обіцяли незалежність у своїх виробництвах під брендом Republic Pictures, а також більші бюджети. Тим не менш, Єйтс поступово почав зміцнювати контроль зі свого боку, що врешті призвело до виникнення низки суперечок. Врешті, Карр та Джонстон залишили Republic Pictures, та перезаснували Monogram Pictures у 1937 році, а Дармур відновив незалежне виробництво для Columbia Pictures. Левін також залишив компанію, але так і не оговтався від втрати своєї студії, співробітників і зірок, у яких тепер були контракти з усі вони тепер були за контрактом з Republic Pictures та Єйтсом. Тим часом Єйтсом створив штат нових, «асоційованих» продюсерів, які були лояльні по відношеню до нього. Позбувшись старих партнерів, Єйтс тепер очолював повністю власну кіностудію
Пізніше Republic Pictures також придбала Brunswick Records для запису композицій «співаючих ковбоїв» Джина Отрі та Роя Роджерса, а та найняла Сая Фойера як керівника музичного відділу.
На щорічних зборах 1958 року Єйтс оголосив про згортання кіновиробництва.

## Кіностудія
Основними продуктами Republic Pictures були фільми та серіали категорії B — компанія виділяла на них більші бюджети, ніж великі студій, та безумовно більше, ніж невеликі незалежні студії. Серцем компанії були вестерни, головні ролі в яких виконували Джон Вейн, Джин Отрі, Рекс Аллен та Рой Роджерс. Починаючи з середини 1940-х років компанія брала участь у створенні же високобюджетних стрічок категорії А, таких як Тихий чоловік (1952), Піски Іводзіми (1949), Джонні Гітара (1954) та Королева безхатченків (1956). Ще одним відмінним аспектом Republic Pictures було уникання Єйтсом будь-яких суперечливих тем, та чітке дотримання Кодексу Гейза.
У 1946 році Republic Pictures включила анімацію повнометражний фільм з Джином Отрі Сью Сіу Сіті (1946). Вийшло непогано, та студія спробувала зайнятись мультфільмами. Покинувши Warner Bros. у 1946 році, Боб Клемпетт був найнятий Republic Pictures для створення мультсеріалу «Це великий старий наг» з персонажем Конем Чарлі. Однак керівництво Republic Pictures передумало та припинило виробництво серіалу через скорочення прибутків. У 1949 році Republic Pictures зробило ще один мультсеріал (цього разу без Клампетта) під назвою «Jerky Journeys» — було знято лише чотири серії.
З середини 1940-х років у фільмах Republic Pictures часто з'являлась Віра Ролстон, колишня фігуристка з Чехословаччини, яка стала дружиною Єйтса у 1952 році. Спочатку вона з'являлася лише мюзиклах, але Єйтс намагаючись створити з неї серйозну драматичну зірку, почав давати Ролстон головні ролі. Ролстон так часто почала з'являтись у фільмах Republic Pictures, що колись Джон Вейн зізнався, що причиною, по якій він залишив компанію у 1952 році, була загроза зробити ще одну фотографію з Ролстон.
Republic Pictures випустили багато мюзиклів та комедій з Бобом Бернсом, братами Вівер та Джуді Кановою, які були популярні в багатьох сільських районах США.
До середини-кінця 1940-х років американська кіноіндустрія зіткнулася з кризою, яка була результатом воєнних років. Крім того післявоєнні обмеження на обмін та торгівлю, які ввели країни континентальної Європи, фактично означали закриття ринку для гравців подібних до Republic Pictures. Також на кіноіндустрію вплинув підйом телебачення. У 1947 році Єйтс припинив виробництво короткометражних фільмів, зменшив кількість серіалів та реорганізував кіновиробництво, поділивши його на чотири напрямки:
- «Jubilee» - зазвичай низькобюджетні вестерни, які знімають за приблизно сім днів, з бюджетом близько 50 000 доларів;
- «Anniversary» - стрічка, на виробництво якої відводиться 14–15 днів та бюджет в діапазоні 175 000—200 000 доларів;
- «Deluxe» — основні фільми на виробництво яких витрачається близько 500 000 доларів;
- «Premiere» — фільми, які створювались режисерами вищого рангу, які зазвичай не працювали на Republic Pictures: Джон Форд, Фріц Ланг або Френк Борзейгі. Бюджет таких стрічок міг становити 1 000 000 доларів США або більше.[8]

Незважаючи на те, що більшість фільмів Republic Pictures чорно-білі, починаючи з середини 1940-х компанія почала створювати більше кольорових фільмів, наприклад Червоний поні (1949) та Тихий чоловік (1952). Наприкінці 1940-х років Єйтс почав використовувати недорогий процес колоризації під назвою Trucolor в таких фільмав як Джонні Гітара (1954), Остання команда (1955) та Чарівний вогонь (1956). У 1956 році студія запустила власний широкоекранний процес зйомки Naturama — Королева безхатченків (1956) стала першим фільмом знятим за допомогою цієї технології.

## Телебачення
Republic Pictures була однією з перших голлівудських студій, яка запропонувала свою кінотеку для телебачення. У 1951 році Republic Pictures заснувала дочірню компанію Hollywood Television Service, щоб продавати права на показ своїх старих вестернів та бойовиків.  Багато з цих фільмів, особливо вестерни, були перемонтовані, щоб поміститись в годинний телевізійний слот.
Hollywood Television Service також випускала телевізійні шоу, зняті в тому ж стилі, що й серіали Republic Pictures, наприклад Пригоди Фу Манчу (1956).
Хоча здавалося, що Republic Pictures може виробляти телесеріали, у компанії не було ні фінансів, ні стратегії виробництва. Оскільки попит та ринок кінофільмів знижувалися із зростанням популярності телебачення, Republic Pictures почала скорочувати випуск своїх фільмів — з 40 фільмів щорічно на початку 1950-х до 18 фільмів у 1957 році.
На щорічних зборах 1958 року, Єйтс повідомив акціонерів, що виробництво повнометражних фільмів припиняється. Наступного року відділи дистрибуції були закриті.

## Republic Corporations
1 липня 1958 року Віктор М. Картер, бізнесмен з Лос-Анджелеса, придбав контрольний пакет акцій Republic Pictures за майже 6 мільйонів доларів, ставши її президентом. Він диверсифікував діяльніть компанії, та перейменував її на Republic Corporations . У 1963 році Republic Corporation почала передавати в оренду свої основні фонди іншим компаніми, включаючи CBS. У 1967 році Republic Corporation повністю викупила CBS, і, піднявши ціну акцій для більш ніж у чотири рази, Картер продав свій контрольний пакет акцій. Republic Corporation продала свою бібліотеку фільмів National Telefilm Associates (NTA).
Сьогодні студія відома як CBS Studio Center. У 2006 році він став домом для лос-анджелесських станцій мережі KCBS-TV і KCAL-TV .

## Відновлення
На початку 1980-х NTA передала більшу частину бібліотеки фільмів Republic Corporation для показу на кабельному телебаченні і виявилася настільки успішною з цими лінійками продуктів, що. Через популярніть кінобібліотеки Republic Pictures, 28 грудня 1984 року NTA придбала права на логотипи та перейменувалась на «Republic Pictures Corporation». Під цією назвою було створено телевізійне виробництво. У той же час дочірня компанія NTA Home Entertainment була перейменована в «Republic Pictures Home Video», та почала ремаркетинг оригінальної бібліотеки фільмів Republic Pictures. У 1985 році компанія викупила Blackhawk Films, і в кінцевому підсумку Republic вирішила закрити Blackhawk в 1987 році.
У 1993 році Republic Pictures Corporation виграла знакове юридичне рішення про відновлення авторських прав на фільм Френка Капра від RKO Це дивовижне життя (1946).
27 квітня 1994 року компанія Spelling Entertainment, очолювана Аароном Спеллінгом та контрольована Blockbuster Entertainment, придбала кінобібліотеку Republic Pictures. Пізніше того ж року Blockbuster об'єднався з Viacom .
У 1996 році Republic Pictures Corporation припинила виробництво фільмів. У вересні 1997 року операції з прокату фільмів Republic Pictures Corporation перейшли до Paramount Entertainment ; його операції з продажу залишилися. У 1998 року Republic Pictures Corporation стала повністю належним підрозділом Paramount Фонди Republic Pictures Corporation складаються з каталогу у 3000 фільмів і телесеріалів, включаючи оригінальну бібліотеку Republic Pictures (за винятком каталогів фільмів з Роєм Роджерсом та Джином Отрі) та успадкованої власності від NTA та Аарона Спеллінга.
На даний момент Republic Pictures Corporation є частиною Melange Pictures, LLC, створеної Viacom як холдингова компанія для керівництва кінобібліотекою Republic Pictures Corporation. Назва Republic Pictures та її логотип все ще використовуються в її перевиданнях на DVD і Blu-ray через Olive і Kino, оскільки вони залишаються ліцензованими торговими марками ViacomCBS .

## Вибрані фільмиRepublic Pictures
- Новий рубіж (1935)
- Шлях на захід (1935)
- Хребет беззаконня (1935)
- Беззаконні дев'яності (1936)
- Орегонська стежка (1936)
- Король Пекос (1936)
- Самотня стежка (1936)
- Вітри пустелі (1936)
- Буря над Лісабоном (1944)
- Дакота (1945)
- Сью Сіу Сіті (1946)
- Піски Іводзіми (1949)
- Червоний поні (1949)
- Тихий чоловік (1952)
- Джонні Гітара (1954)
- Остання команда (1955)
- Чарівний вогонь (1956)
- Королева безхатченків (1956).